# 佩雷維斯西亞
51°14′29″N 24°28′12″E / 51.24139°N 24.47000°E
佩雷維斯西亞（羅馬化：Perevissia）是烏克蘭的村落，位於該國西部沃倫州，由科韋利區負責管轄，始建於1565年，面積0.85平方公里，海拔高度189米，2001年人口136。